# Miklós Jósika

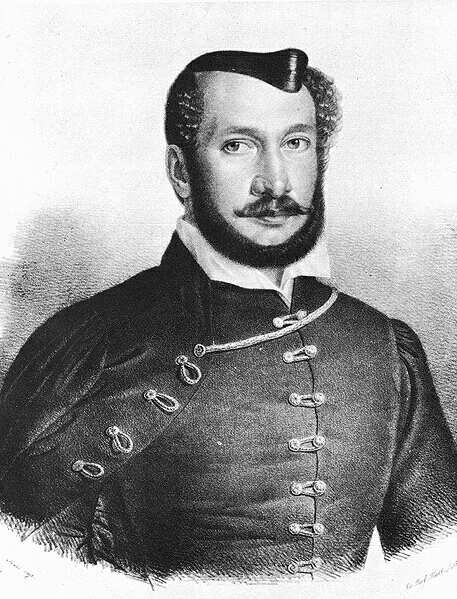
Miklós Jósika.

Miklós Jósika, född 28 april 1794, död 27 februari 1865, var en ungersk författare.
Jósika deltog i kriget mot Italien och vistades sedan i Wien för att därefter på allvar ägna sig åt författarskap. Genom Abafi (1836) och efterföljande romaner med historiska motiv skaffade sig Jósika snart rykte som den främste ungerske romanförfattaren. Efter revolutionen tvingades han som landsförvisad att skriva för sitt levebröd. Romaner av senare datum bär spår härav. Jósik är i denna del av sina alster starkt influerad av Eugène Sue och samtida franska romanförfattare. Bland mängder av romaner från landsförvisningstiden märks Ester, Häxorna i Szeged med flera.